# Ugni molinae
Ugni molinae, conocida como murta, murtilla, murtina y  mutilla, es un arbusto de la familia de las mirtáceas, nativa del centro y sur de Chile, y de zonas adyacentes del sudoeste de Argentina. Se cultiva por sus frutos, de agradable sabor y aroma, que se emplean en gastronomía.

## Características
En su hábitat natural, la murta se desarrolla como un arbusto, cuya altura varía entre 1 y 2 metros, aunque puede alcanzar los 4 en circunstancias favorables. Es de hoja perenne, lanceolada, de color verde oscuro; su copa es densa y apretada.
Las flores, hermafroditas, son de forma acampanada, de color blanco, rosado o purpúreo, con estambres prominentes. La floración se produce a partir de finales de noviembre; la abundancia de flores y su riqueza en néctar las hacen atractivas para las abejas, el principal agente polinizador, que producen a partir de ellas una miel aromática y distintiva.
El fruto madura hacia mediados del verano; es una baya globosa, comestible y de sabor dulce, aromático y de color rojo intenso, de entre 5 y 15 milímetros de diámetro. 

## Usos
Su fruto, junto a los del Maqui (Aristotelia chilensis), es uno de los frutos nativos comestibles más característicos y conocidos del sur de Chile.
El fruto tiene un sabor dulce y mucho aroma; se utiliza en repostería y la fabricación de mermeladas, jugos y chocolates, así como para la elaboración de licores (murtado o enmutillado) y el postre murta con membrillo.
Debido a su abundante floración se utiliza igualmente como planta ornamental, y como flora apícola.

## Cultivo
Requiere suelos sin exceso de humedad y sol constante. Se adapta a la mayoría de los suelos, y es resistente a las sequías y a los vientos. Tolera bien el frío, aunque no las heladas fuera de temporada.
El período de recolección de frutos depende de la zona, y es más tardío cuanto más fresca sea la región de cultivo. 
Actualmente existen variedades seleccionadas que presentan un mayor tamaño de sus bayas, en comparación a los ejemplares silvestres.

## Distribución

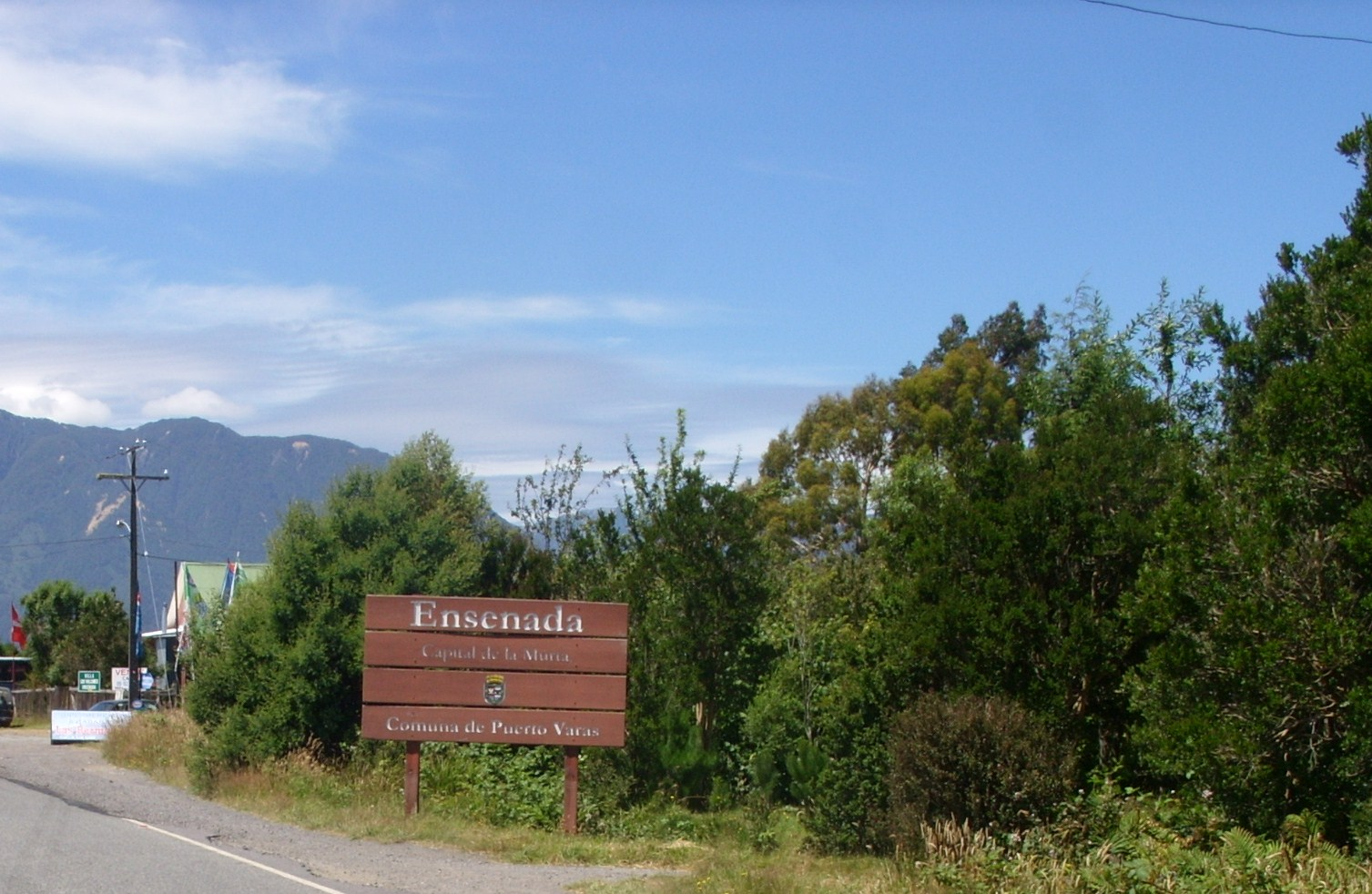
La localidad de Ensenada, en la comuna de Puerto Varas, es denominada la capital de la murta.

En Chile crece en bosques litorales y montañas costeras de la Región del Maule a la Región de Los Lagos, especialmente en la Cordillera de la Costa y parte de la precordillera andina. En Argentina crece en la precordillera andina.

## Historia

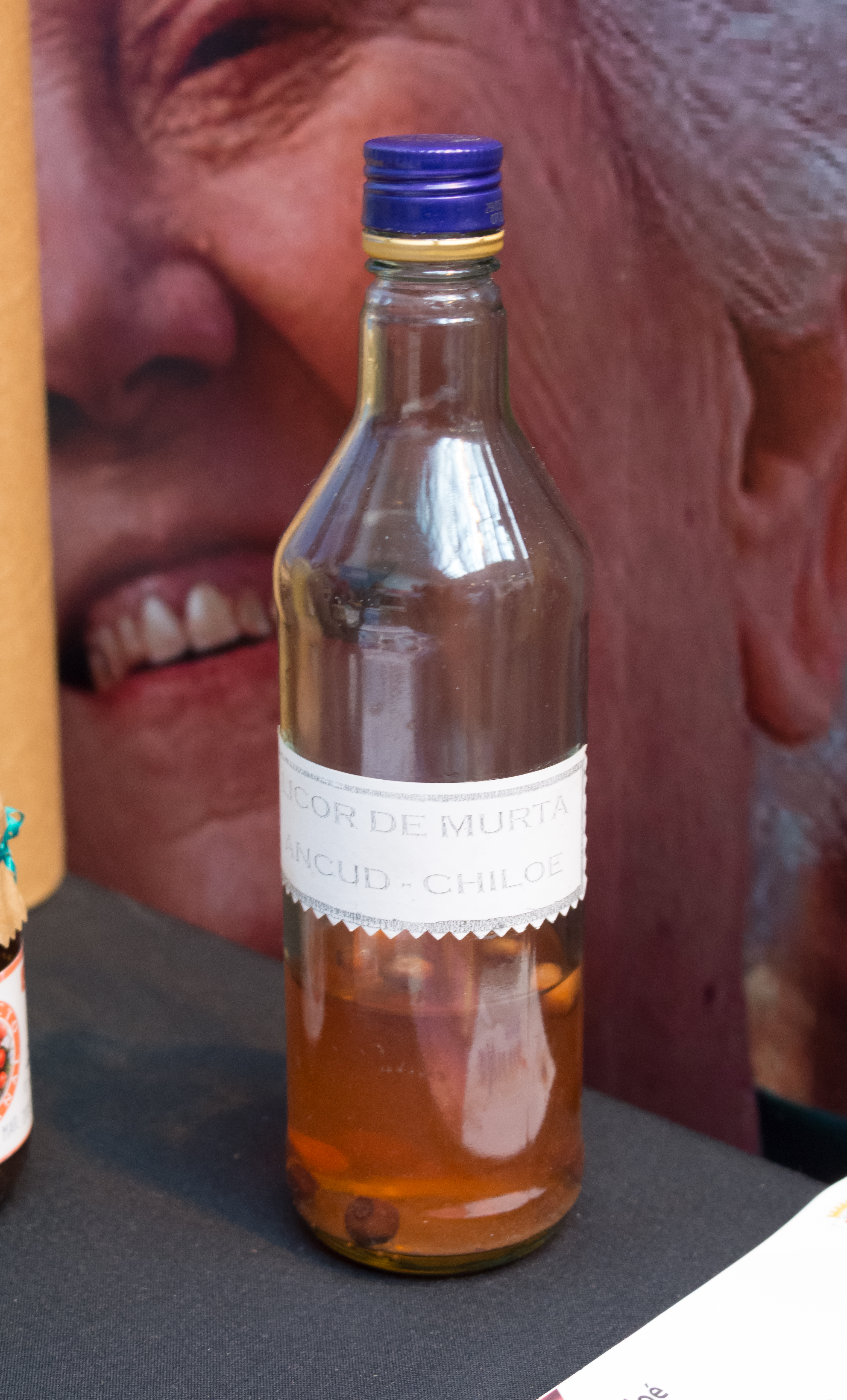
Licor de murta, realizado con los frutos de Ugni molinae.

Al llegar los conquistadores españoles a Chile, la planta era ya empleada por los mapuches, que la utilizaban con propósitos culinarios y medicinales. El Abate Juan Ignacio Molina la dio a conocer internacionalmente en el siglo XVIII, y escribió acerca del fruto en su "Compendio de la Historia Geográfica, Natural y Civil del Reino de Chile", que la publicó en 1782, donde escribió:
"El Reino de Chile produce siete especies del género del mirto; y aunque todas son apreciables por su belleza y fragancia, sin embargo la más útil es la que los indios llaman Ugni, y los españoles Murtilla..."
También escribió acerca de un vino hecho de la murta por los mapuches:
"...los naturales hacen con las bayas de este arbusto un vino agradable y estomacal, que excita el apetito, y que los forasteros prefieren al moscatel más delicado. Este licor tarda mucho en fermentar, pero luego que se sienta, queda claro, brillante y con una fragancia sumamente suave".
Claudio Gay documentó que los nativos la usaban para preparar chicha, según comenta hacia 1844 en su "Atlas de Historia Física y Política de Chile":
"Los promaucaes y los araucanos, preparaban la chicha más frecuentemente con los frutos de ciertos árboles o arbustos, tales como el huingun, molle, maqui, diferentes especies de mirto y sobre todo con el mirto uñi o murtilla".
En Chile, actualmente la venta local de sus frutos se realiza principalmente a partir de la recolección de los frutos silvestres desde las plantas que crecen en estado salvaje.
Referente al cultivo no nativo de esta especie, su cultivo en Europa demoró en adaptarse, y nunca se cultivó extensamente. La murtilla era una de las frutas preferidas de Victoria de Inglaterra, quien la conoció gracias a los ejemplares que transportó Charles Darwin a principios del siglo XIX. Igualmente se cultiva en Tasmania usando el nombre comercial de Tazziberry, y en Nueva Zelanda bajo el nombre de "New Zealand cranberry"; sin embargo a pesar de asignarse un "origen" no nativo en estos nombres comerciales, los nombres comerciales más utilizado fuera de Chile y principalmente en el habla inglesa, es el de "Guava" chilena o Ugniberry.

## Taxonomía
Ugni molinae fue descrito por Nicolaus Turczaninow y publicado en Bulletin de la Société impériale des naturalistes de Moscou 21: 579. 1848
Etimología
Ugni: nombre genérico que deriva del mapudungún üñü, nombre común de la especie Ugni molinae.
molinae: epíteto otorgado en honor del naturalista Juan Ignacio Molina.
Sinonimia
- Myrtus ugni Molina
- Eugenia ugni Molina
- Ugni poeppigii O.Berg
- Ugni philippi O.Berg
- Ugni ugni Macloskie
- Ugni myrtus Macloskie